# Juan Ramón Pera
Juan Ramón Pera (Vilassar de Mar, 22 de febrero de 1909-Barcelona, 7 de abril de 1968) fue un futbolista español. 

## Trayectoria
Jugó ocho temporadas en el Fútbol Club Barcelona, de 1927 a 1935, disputando 61 partidos de liga en los que anotó 32 goles. Debutó en liga en la victoria por 0-2 ante el Real Racing Club del 12 de febrero de 1929, en la que fue el primer Campeonato de Liga disputado en España, el cual fue conquistado por los barcelonistas. Previamente debutó oficialmente con el club un año antes, en el Campeonato de Cataluña ante el Unió Esportiva de Sants, partido en el que anotó dos goles en la victoria por 6-0, valedero como clasificatorio para el Campeonato de España de Copa. En dicha competición, en la fecha único torneo a nivel nacional, debutó el 26 de febrero de 1928 ante el Club Deportivo Patria Aragón, torneo que también venció.
En su carrera disputó 136 partidos como azulgrana en los que anotó 81 goles.

## Equipos
| Club            | País   | Año     |
| --------------- | ------ | ------- |
| F. C. Barcelona | España | 1927-35 |
| Girona F. C.    | España | 1935-36 |
| C. F. Badalona  | España | 1936-37 |
| Girona F. C.    | España | 1937-38 |

## Palmarés

### Títulos regionales
| Título                 | Club            | Año  |
| ---------------------- | --------------- | ---- |
| Campeonato de Cataluña | F. C. Barcelona | 1928 |
| Campeonato de Cataluña | F. C. Barcelona | 1930 |
| Campeonato de Cataluña | F. C. Barcelona | 1931 |
| Campeonato de Cataluña | F. C. Barcelona | 1932 |
| Campeonato de Cataluña | F. C. Barcelona | 1935 |

### Títulos nacionales
| Título             | Club            | Año  |
| ------------------ | --------------- | ---- |
| Copa               | F. C. Barcelona | 1928 |
| Campeonato de Liga | F. C. Barcelona | 1929 |